# Verena Conzett-Knecht

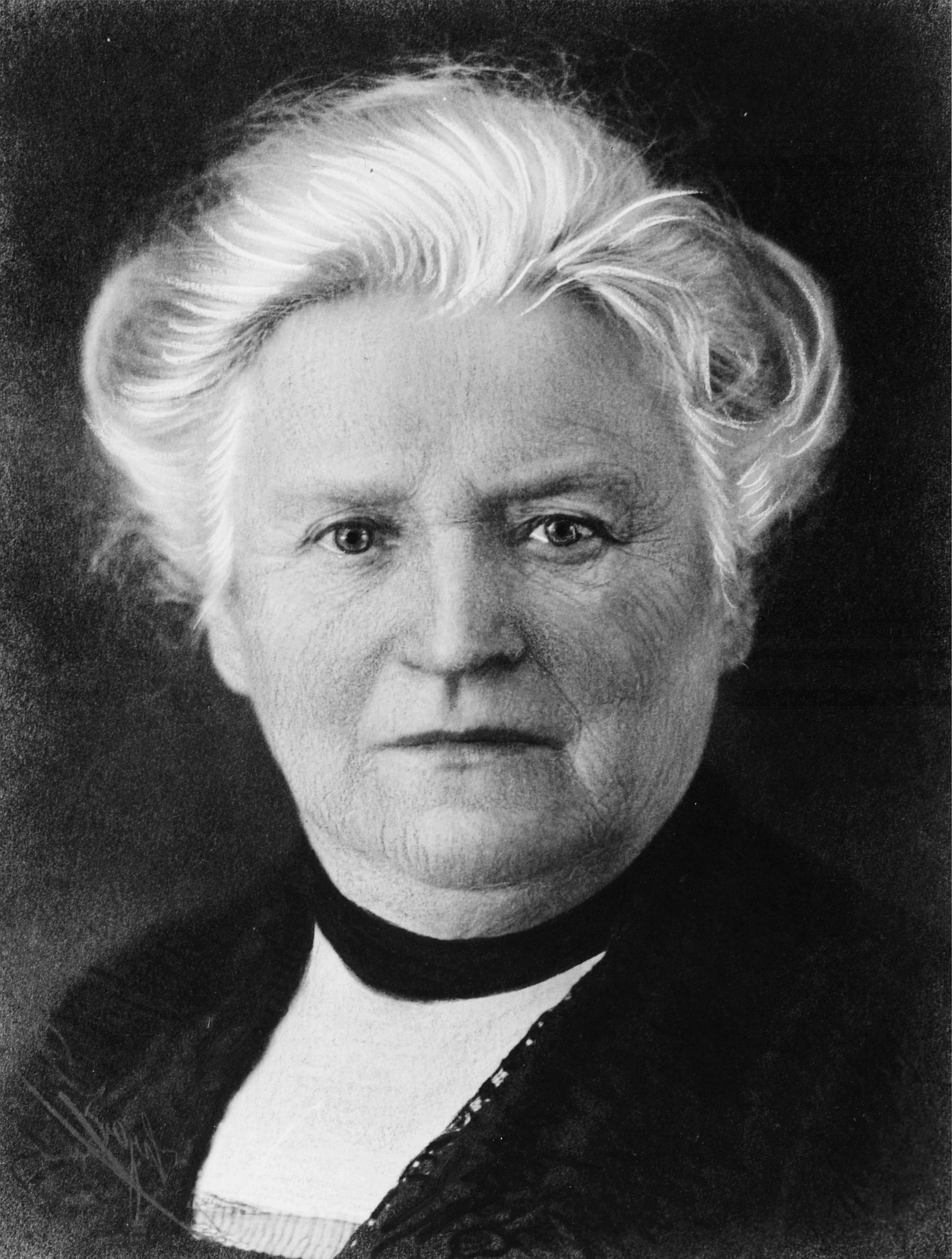
Verena Conzett-Knecht (ca. 1930)

Verena Conzett-Knecht (* 28. November 1861 in Zürich; † 14. November 1947 in Kilchberg) war eine Schweizer Gewerkschafterin, Unternehmerin und Frauenrechtlerin.

## Leben

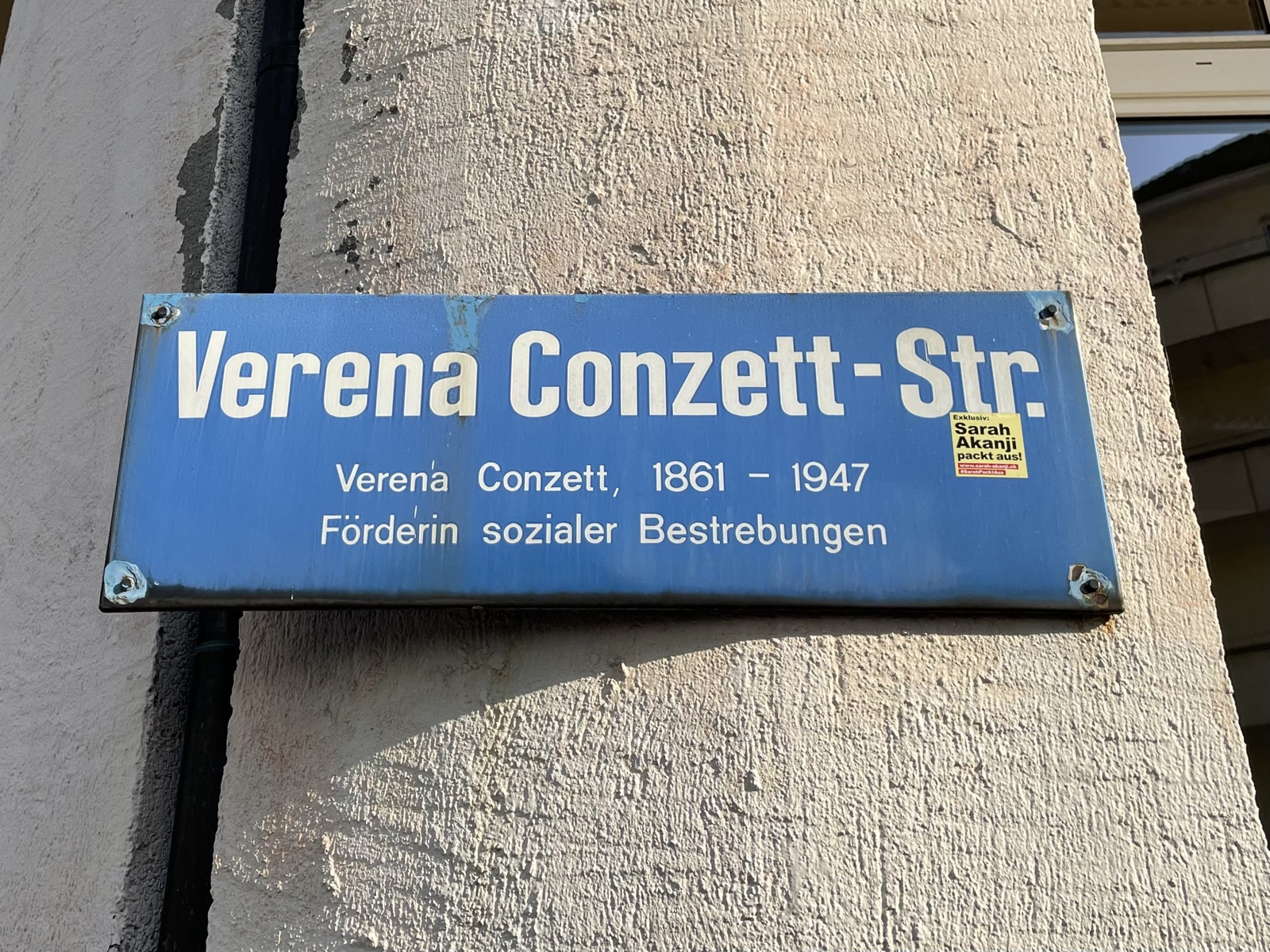
Strassenschild im Zürcher Kreis 4.

Verena Knecht kam als dritte von vier Töchtern von Hans Knecht und Barbara, geborene Mathys im aargauischen Mellikon zur Welt. Als sie eineinhalb Jahre alt war, übersiedelte ihre Familie nach Zürich, wo ihr Vater eine Stelle als Aufseher in einer Papierfabrik innehatte. Die Mutter war eine Bauerntochter. Bei der Schmalzgasse im Zürcher Niederdorf, wo Verena Conzett aufwuchs, handelte es sich damals um eine äusserst einfache Gegend. Später zog die Familie an den Rennweg (in eine Hinterhofwohnung), danach an die Gartenhofstrasse und schliesslich, nach dem heiratsbedingten Auszug der beiden älteren Schwestern an die Nordstrasse in Wipkingen, um günstiger wohnen zu können. 1874 erkrankte der Vater am Grauen Star und erblindete langsam auf dem einen Auge, weswegen er seine Stelle verlor: «Für die kleine Verena (…) bedeutete dies, dass sie nun mithelfen musste, für die Familie zu verdienen.»
Sie begann als Färberin in der Färberei Seelig zu arbeiten. Später fand sie Arbeit in einer grossen Seidenspinnerei am Mühlesteg, wobei ihr eingeschärft wurde, bei der Anmeldung ihr Alter mit vierzehn anzugeben, was nicht den Tatsachen entsprach: «(…), denn ich war noch nicht dreizehn und für mein Alter klein.» Die junge Verena Knecht kam mittels der Arbeit in der Spinnerei und über Johanna Greulich, die Frau Herman Greulichs, mit der Arbeiterbewegung in Kontakt. Später war sie auch als Krawattenmacherin tätig: «(...) und nun sass ich zum ersten Male in einem Arbeitssaal unter lauter Erwachsenen.» Ihr Traumberuf war Damenschneiderin oder noch lieber Modistin, doch daran war nicht zu denken. Die Familie hätte ihr keine Lehre finanzieren können, denn eine solche hatte man schon den beiden älteren Schwestern ermöglicht und das Geld reichte endgültig nirgendwo mehr hin. Zudem entsprach eine Tätigkeit in dieser Branche nicht den innerfamiliären Wertevorstellungen, ihre Schwestern warfen ihr immer wieder vor, «ein eitler Fratz und Modenarr» zu sein.

### Privates

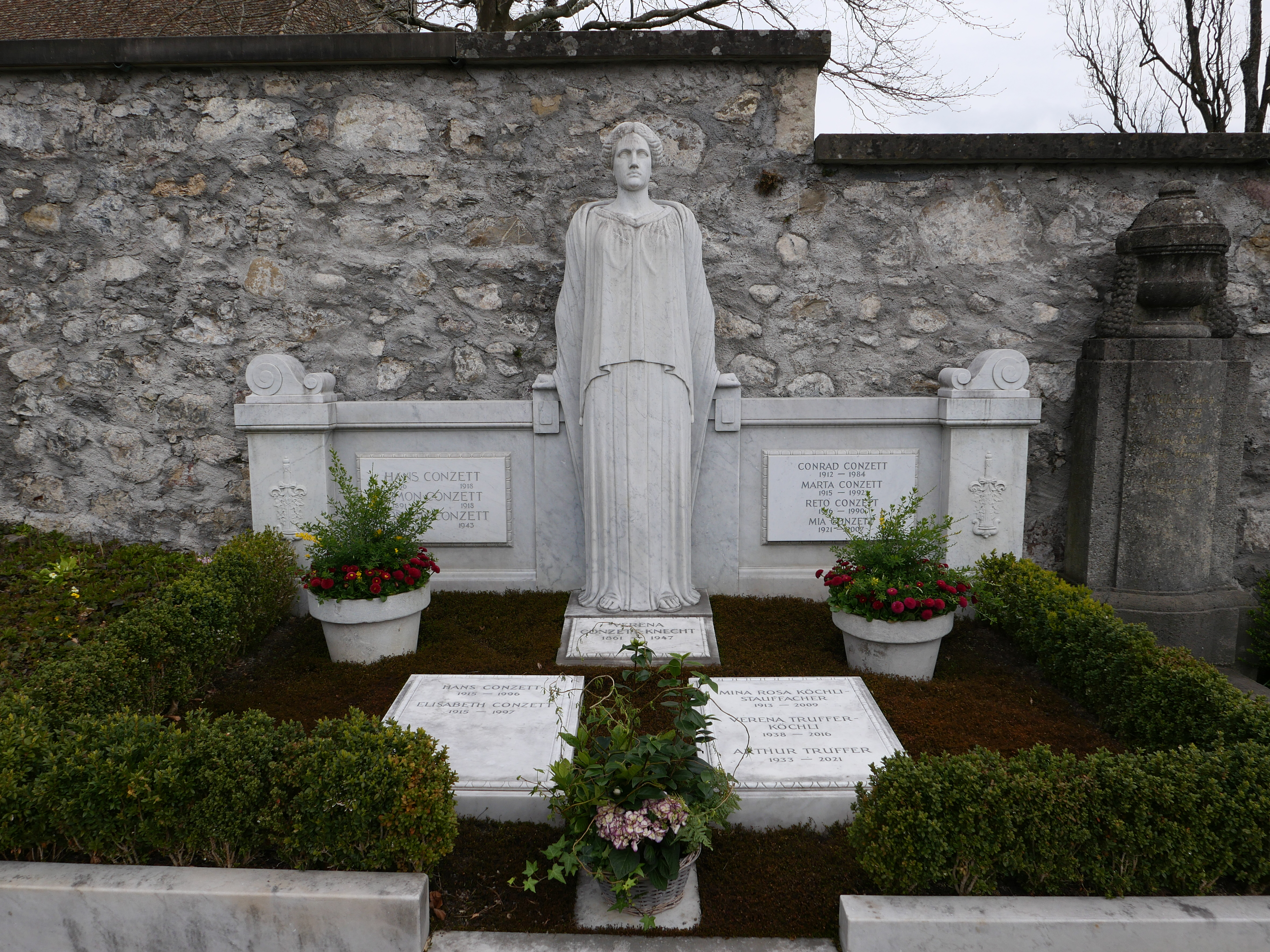
Das Grab von Verena Conzett und vielen ihrer Familienmitglieder, darunter ihr Sohn Hans und ihr Enkel Hans, auf dem Friedhof Kilchberg

1883 heiratete Knecht den Bündner Sozialisten Conrad Conzett (1848–1897) aus Chur, einen gelernten Schriftsetzer. Conrad Conzett weilte 1872–1878 in Chicago, wo er u. a. eine Setzerei eingerichtet hatte. Seine erste Ehe scheiterte und wurde kurz nach der gemeinsamen Rückkehr in die Schweiz geschieden. Die zwei kleinen Söhne des Paares, Conrad und Adolf, blieben beim Vater, so dass Verena Conzett unmittelbar nach ihrer Heirat ab 1883 die Verantwortung für die zwei Kinder mit übernahm, diese Aufgabe behagte ihr überaus. Daneben verschaffte sie sich von Anfang an einen gründlichen Einblick in die Berufsarbeit ihres Mannes, der in Hottingen in einer Druckerei arbeitete, deren Besitzerin die deutsche sozialdemokratische Partei war. «Obwohl sie ihrem Manne im Geschäft vor allem im administrativen Bereich auszuhelfen begann, sah Conzett ihre Tätigkeit ausser Hauses nicht gern. Er wollte sie in seinem Umfeld behalten.»
Ab 1883 betreute sie ihre Stiefsöhne und versorgte zudem später ihre zwei eigenen Söhne Hans und Simon. Beide starben während der Grippewelle von 1918, als die sog. Spanische Grippe wütete; Halbbruder Conrad (aus der ersten Ehe von Conrad Conzett) erlitt als junger Mann einen tödlichen Unfall. Der Politiker und Verleger Hans Conzett (1915–1996) war ihr Enkel.

### Engagement in der Arbeiterbewegung
1890 wurde Conzett erste Präsidentin des neu gegründeten Verband schweizerischer Arbeiterinnenvereine (SAV). Als solche vertrat sie den SAV am 1. Schweizerischen Frauenkongress 1896 in Genf. Im selben Jahr wurde sie in den Vorstand des Schweizerischen Arbeiterbundes gewählt. 1897 vertrat sie am Internationalen Kongress für Arbeiterschutz in Zürich die SP.
Conzett engagierte sich für die Verbesserung der Arbeitsbedingungen von Arbeiterinnen aus verschiedenen Dienstleistungsberufen und Heimarbeiterinnen. Ihre Hauptanliegen waren besserer Arbeitsschutz und Versicherungsschutz sowie kürzere Arbeitszeiten für die Arbeiterinnen. Sie gilt als eine der wichtigsten Persönlichkeiten in der Schweizer Arbeiterbewegung des späten 19. Jahrhunderts. Durch ihre Heirat mit Conrad Conzett lernte sie viele wichtige Persönlichkeiten der Arbeiterbewegung und der Sozialdemokratie, darunter Paul Pflüger, Robert Seidel, August Bebel und Wilhelm Liebknecht kennen, die im Haus der beiden verkehrten.

### Tätigkeit als Unternehmerin
Nachdem sich ihr Mann 1898 das Leben genommen hatte, übernahm sie seine Druckerei. Zusammen mit ihrem Anwalt, Emil Huber, brachte sie das am Rande des Konkurses stehende Unternehmen erneut zur Blüte. Sie gründete die Familienzeitschrift In freien Stunden, für die sie eine innovative Idee hatte: Das Abonnement enthielt gleichzeitig eine Versicherung. 
Mehr und mehr entfremdete sich die Unternehmerin Conzett von der Arbeiterbewegung und wendete sich der bürgerlich orientierten gemeinnützigen Frauenbewegung zu. 1909 zählte sie zu den Gründerinnen des «Stadtzürcherischen Vereins für Mütter- und Säuglingsschutz» an der Irchelstrasse beim Milchbuck (1927 ins Haus «Inselhof» in Zürich-Riesbach und 1971 als «Maternité Inselhof» ins Areal des Stadtspital Triemli umgezogen), ging es den Initiantinnen mit dem Erwerb des Grundstücks darum, unverheirateten schwangeren Frauen dort einen sicheren, geschützten Ort zu bieten, wo diese Mütter mindestens acht Wochen bleiben durften. Das Heim bot eine Versorgung und Begleitung für die Mutter und das Baby.

## Werke
- Erstrebtes und Erlebtes. Ein Stück Zeitgeschichte. Grethlein, Leipzig/Zürich 1929 (Digitalisat).

## Ehrungen
- Nach Verena Conzett ist eine Strasse im Kreis 4 der Stadt Zürich benannt.[8]
- Ehrung durch die Gesellschaft zu Fraumünster an Sechseläuten, 25. April 2022, im Rahmen ihrer jährlichen Frauenehrungen.